# Batalla de Mărăşti
La batalla de Mărăşti fue un combate que libraron unidades rumanas y rusas contra las de los Imperios centrales en julio y agosto de 1917, durante la Primera Guerra Mundial. La corta batalla acabó con victoria rumana, más trascendente por el ánimo que insufló en el reorganizado ejército del reino que por los cambios territoriales que produjo.

## Batalla

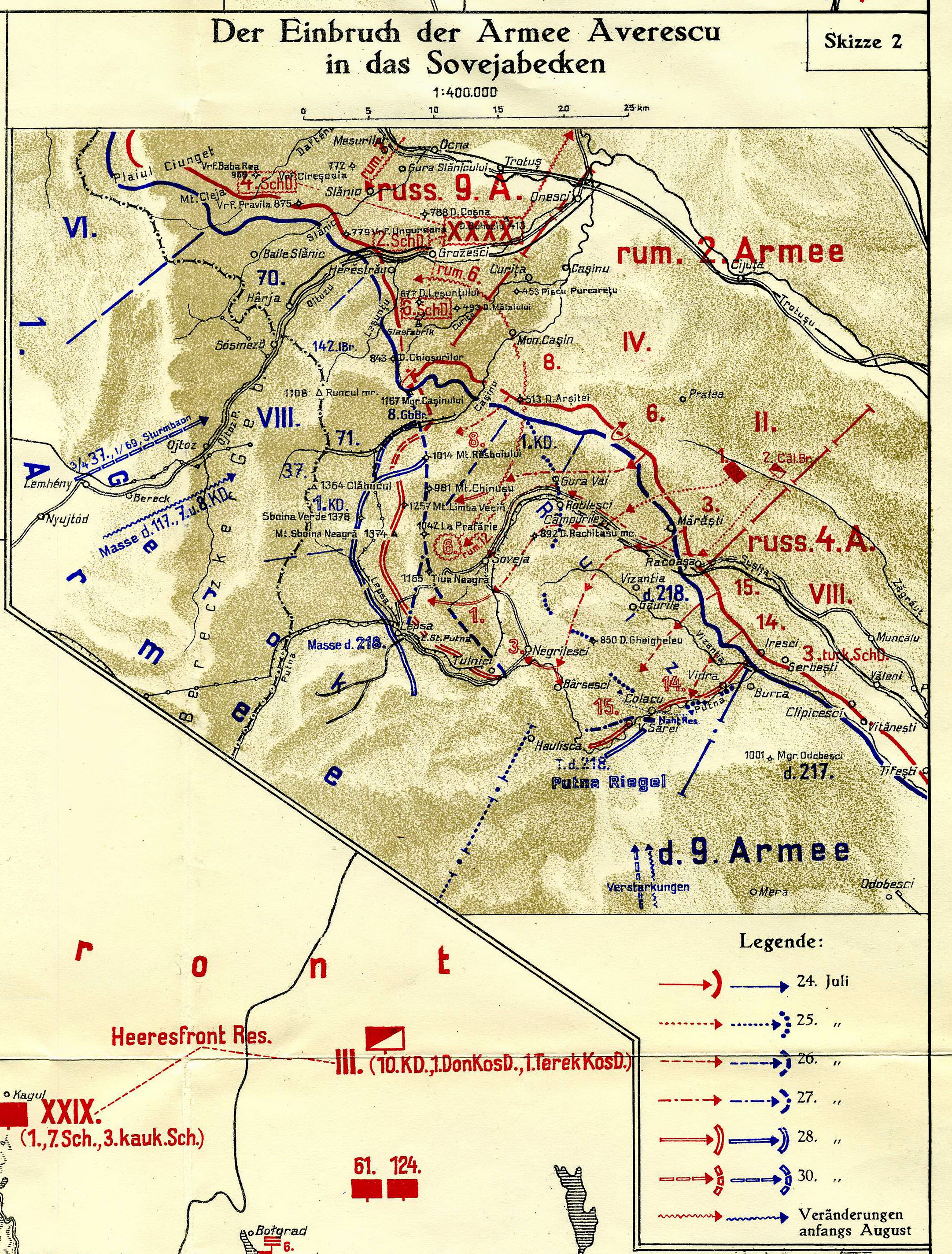
Las operaciones de la batalla.

La ofensiva prevista comenzó el 24 de julio con los ataques del 2.º Ejército rumano y algunas unidades del 4.º Ejército ruso situado al norte de este contra las líneas enemigas. El mal tiempo impidió que se verificase el asalto previsto en el sector meridional, en torno a Nămoloasa. Los atacantes contaban con ventaja numérica y con el desprecio del mando austrohúngaro por las tropas rusas y rumanas, que hizo que no se preparase adecuadamente la defensa. El alto mando austrohúngaro, que conocía los preparativos del enemigo y los bombardeos del día 22 que habían precedido el ataque, creyó imposible que rusos y rumanos llevasen a cabo una ofensiva a gran escala.
El asalto comenzó a las cuatro de la mañana del día 24. El VIII Cuerpo de Ejército ruso abrió brecha en las líneas alemanas de inmediato al sur de Mărăști y dos horas y media más tarde los rumanos ocuparon la población. La acometida cogió a los defensores por sorpresa, que perdieron casi tres mil hombres ese día. La 218.ª División alemana casi fue aniquilada. Rusos y rumanos avanzaron quince kilómetros en un frente de treinta de ancho.
El avance se detuvo a causa de la orden del Aleksandr Kérenski del día 25 que puso fin a las operaciones ofensivas de las unidades rusas y disgustó profundamente a los rumanos. El jefe militar rumano, el general Alexandru Averescu, solicitó permiso al alto mando para continuar por su cuenta la ofensiva, sin el concurso de las unidades rusas, pero solo se le permitió realizar operaciones para consolidar el terreno ya conquistado. Los intentos de los días siguientes de apoderarse de algunos picos cercanos a las poblaciones conquistadas, sin embargo, fracasaron.

## Consecuencias
Los rumanos sufrieron cinco mil bajas en los combates y los Imperios centrales, cuatro mil. Las tierras recuperadas fueron escasas, pero no fue esta la principal consecuencia de la batalla, sino el ánimo que infundió en las tropas rumanas tras los descalabros de 1916. Tras el intenso adiestramiento de la misión militar francesa y la recepción de nuevo armamento, tanto la tropa como los oficiales rumanos habían logrado distinguirse en los combates.